# NGC 7431
NGC 7431 este o galaxie situată în constelația Pegas. A fost descoperită în 30 septembrie 1886 de către Guillaume Bigourdan⁠(d).